# Franz Lehár
Franz Lehár (Komárno, Imperio austrohúngaro, actualmente Eslovaquia, 30 de abril de 1870 - Bad Ischl, Austria, 24 de octubre de 1948) fue un compositor austrohúngaro, principalmente conocido por sus operetas. Aunque Lehár era húngaro, compuso la mayoría de sus obras en Austria.
Compositor vanguardista, padre del impresionismo alemán, alcanzó su fama gracias a la hoy consagrada obra La viuda alegre, opereta de carácter bufo dividida en tres actos que gustó tanto al público como a la crítica por igual.

## Biografía
Lehár era el hijo mayor de un director de banda del ejército austrohúngaro. Estudió violín y composición musical en el conservatorio de Praga, pero Antonín Dvořák le aconsejó que se centrara en componer música. Fue alumno de Zdenek Fibich. Compuso la ópera Kukuska en 1896. Al graduarse en 1899, se incorporó a la banda de su padre en Viena como asistente de director y más tarde ya como director de la banda militar del regimiento de Losoncz (hoy, Eslovaquia). En 1902 se convirtió en el director del histórico Teatro de Viena, donde se puso en escena su primera ópera, Wiener Frauen, en noviembre de ese año.
Es famoso por sus operetas. La más exitosa es La viuda alegre, pero también escribió sonatas, poemas sinfónicos, marchas y algunos valses (el más popular de ellos es Oro y plata, compuesto para el baile «Oro y Plata» de la princesa Paulina de Metternich, en enero de 1902), algunos de los cuales estaban inspirados en sus famosas operetas. En 1902 abandonó definitivamente el ejército para dedicarse plenamente a la composición, escribiendo entonces su primera opereta, Wiener Frauen. Canciones individuales de algunas de sus operetas han logrado fama propia, notablemente «Vilja» de La viuda alegre y «Mi corazón es tuyo» („Dein ist mein ganzes Herz“) de El país de las sonrisas.
Lehár colaboraba con el tenor de ópera Richard Tauber, quien cantaba en muchas de sus operetas, comenzando en Frasquita (1922), en la cual Lehár nuevamente encontró un estilo adecuado para la posguerra. Entre 1925 y 1934 escribió específicamente seis operetas para la voz de Tauber.
En 1935 decidió crear su propia casa de publicaciones para maximizar el control que ejercía sobre los derechos de autor en la ejecución de sus obras.
Falleció en 1948 en Bad Ischl, cerca de Salzburgo, y descansa en el panteón familiar, junto a su esposa y madre, enfrente de la tumba de Richard Tauber, su tenor favorito, y a pocos metros de la de Oscar Straus, El compositor de Rêve de valses..

## Operetas
Una lista completa de sus trabajos musicales se encuentra en .
- Wiener Frauen (Mujeres vienesas), 21 de noviembre de 1902, Theater an der Wien, Viena.
- Der Rastelbinder (El calderero), 20 de diciembre de 1902, Carltheater, Viena.
- Der Göttergatte (La esposa de Dios), 20 de enero de 1904, Carltheater, Viena.
- Die Juxheirat (El matrimonio de broma), 21 de diciembre de 1904, Theater an der Wien, Viena.
- Die lustige Witwe (La viuda alegre), 30 de diciembre de 1905, Theater an der Wien, Viena.
- Das Fürstenkind (El niño príncipe), 7 de octubre de 1909, Johann Strauß-Theater, Viena.
- Der Graf von Luxemburg (El conde de Luxemburgo), 12 de noviembre de 1909, Theater an der Wien, Viena.
- Zigeunerliebe (Amor gitano), 8 de enero de 1910, Carltheater, Viena.
- Eva, 24 de noviembre de 1911, Theater an der Wien, Viena.
- Endlich allein (¡Al fin, solos!), 30 de enero de 1914, Theater an der Wien, Viena.
- Wo die Lerche singt (Donde canta la alondra), 1 de febrero de 1918, Königliche Oper, Budapest.
- Die blaue Mazur (La mazurca azul), 28 de mayo de 1920, Theater an der Wien, Viena.
- Frasquita, 12 de mayo de 1922, Theater an der Wien, Viena.
- Paganini, 30 de octubre de 1925, Johann Strauß-Theater, Viena.
- Der Zarewitsch (El zarévich), 26 de febrero de 1926, Metropol-Theater, Berlín.
- Friederike (Federica), 4 de octubre de 1928, Metropol-Theater, Berlín.
- Das Land des Lächelns (El país de las sonrisas), 10 de octubre de 1929, Metropol-Theater, Berlín.
- Schön ist die Welt (El mundo es bello), 3 de diciembre de 1930, Metropol-Theater, Berlín.
- Giuditta (Judith), 20 de enero de 1934, Wiener Staatsoper, Viena.

## Ballet
Parte de la música de La viuda alegre se utilizó también en el ballet La viuda alegre, creado y puesto en escena por Sir Robert Helpmann luego de ser autorizado por los herederos de Franz Lehár. La orquestación del ballet a partir de la opereta fue arreglada por John Lanchbery y Alan Abbot.

## Películas
Se filmaron tres películas sobre La viuda alegre: en 1925 por John Gilbert en el rol de Danilo; en 1934 una versión completamente nueva, con nueva música y la actuación de Maurice Chevalier y Jeanette McDonald, y en 1952, protagonizada por Lana Turner y Fernando Lamas.

## Distinciones
- Fue elegido ciudadano honorario de Sopron, Hungría, en 1940.
- A pesar de que su trabajo contrastaba con la erudición de Wagner, apreciada por el régimen nacionalsocialista, la música de Lehár placía a Hitler, quien lo condecoró con la Medalla Goethe de las Artes y las Ciencias. La esposa de Lehár era judía y su amigo y a veces libretista Fritz Lohner murió en Auschwitz.